# Signy-l'Abbaye

Signy-l'Abbaye este o comună în departamentul Ardennes din nordul Franței. În 1 ianuarie 2022 avea o populație de 1.346 de locuitori.